# Carcharhinus brachyurus
El tiburón bacota o jaquetón cobre (Carcharhinus brachyurus) es una especie de elasmobranquio carcarriniforme de la familia Carcharhinidae que habita la mayor parte de los océanos del mundo con aguas cálidas o templadas.

## Hábitat
El tiburón bacota, ocupa una gran variedad de hábitats de agua dulce y salobre. Se ha comprobado que estos animales pueden nadar a profundidades de 100 m.

## Características distintivas
El tiburón bacota cuenta con unos dientes triangulares muy grandes. Los ojos de este tiburón son redondos con un punto negro en medio y relativamente grandes. También tienen grandes aletas pectorales con puntas redondeadas. Su aleta caudal tiene un bulto cerca de la base de la parte delantera y, además, esta especie carece de una cresta interdorsal. Aunque este tiburón se puede confundir con otros, son realmente distintivos los dientes superiores, y la ausencia de aleta interdorsal.

## Coloración
Estos tiburones presentan una coloración que va de gris a gris-oliva en su superficie dorsal y blanco en la superficie ventral. Esta coloración, como en otros tiburones, sirve para pasar desapercibido, ya que, mirando desde abajo se confunde con el cielo, y mirando desde arriba se confunde con el fondo. Esta especie tiene marcas oscuras en el borde de sus aletas.

## Dentición
Los tiburones bacota pequeños tienen dientes en la mandíbula superior finos y afilados. Los adultos por otra parte, tienen dientes serrados. Los dientes inferiores se caracterizan por tener un serrado más fino.

## Tamaño, edad y crecimiento
Los tiburones bacota miden un promedio de 61 cm en el momento del nacimiento. Comúnmente llegan a la edad adulta con hasta 236,2 cm de longitud para machos y hasta 243,8 cm para hembras. El tamaño máximo registrado de un ejemplar de esta especie es de 292,1 cm. Los machos de esta especie suelen alcanzar los 13 años de edad, y las hembras 20.

## Hábitos de alimentación
La dieta de los tiburones bacota consta de una gran variedad de cefalópodos incluyendo calamares y pulpos, así como peces como la sardina o los peces planos. También se tienen datos de ejemplares que comieron elasmobranquios como las rayas o el pez sierra.

## Reproducción
Este tiburón tiene una reproducción vivípara, lo que significa que los embriones se desarrollan en el interior del útero de la madre y nacen vivos. Se cree que la reproducción del tiburón cobrizo se produce cada dos años. La gestación se estima que dura 12 meses, tras los cuales nacen ejemplares de 59-70 cm. El tiburón utiliza zonas costeras para la cría.

## Depredadores
Entre los depredadores de los tiburones se pueden incluir los grandes tiburones y los seres humanos.

## Parásitos
Otodistomum veliporum es un tipo de parásito que se ha encontrado en el estómago y la válvula espiral de esta especie en Brasil. Cathetocephalus australis es una tenia que también se puede encontrar en los tiburones del océano Atlántico sudoccidental.

## Importancia para los seres humanos
El tiburón bacota es de importancia comercial en lugares como Nueva Zelanda, Sudáfrica y Brasil. Aunque poco se ha registrado sobre este ámbito, se piensa que se deben utilizar para el consumo humano.

## Peligro para los seres humanos
El tiburón bacota se ha implicado en algunos ataques a los nadadores. Se considera peligroso para los seres humanos, pero mucho menos que un tiburón tigre (Galeocerdo cuvier) o el tiburón sarda (Carcharhinus leucas). El archivo de ataque de tiburones internacional ha registrado 30 ataques vinculados al tiburón cobrizo desde 1962, sin embargo ninguno de estos ataques dio lugar a una fatalidad.

## Conservación
El tiburón bacota fue clasificado es estado de amenaza con la categoría "Vulnerable" (VU) en la Lista Roja de la UICN en 2020.